# Unió Esportiva Santboiana
La Unió Esportiva Santboiana és un club de rugbi català de la vila de Sant Boi de Llobregat. Actualment, entre els tres equips sèniors, el femení, el juvenil, el cadet, el de veterans i els quatre de l'escola de rugbi, el club supera les 300 llicències.

## Història
Fou fundat el 1921 per Baldiri Aleu i Torres, i és el club degà del rugbi català i de la Península Ibèrica.

### Els primers anys
El seu fundador havia après aquest esport mentre estudiava veterinària a la ciutat de Tolosa de Llenguadoc. Un cop tornà a Sant Boi es proposà continuar jugant-hi, i per això engrescà a una colla d'amics. Es donà la coincidència de què al camp del RCD Espanyol, a Barcelona, es jugà un partit a benefici de les víctimes de la Gran Guerra (1914-1918). Era el 21 de juny de 1921, i el partit enfrontà dos dels primers equips francesos: el Perpinyà i el Narbona. Tots plegats presenciaren el partit i decidiren anar endavant amb el seu somni.

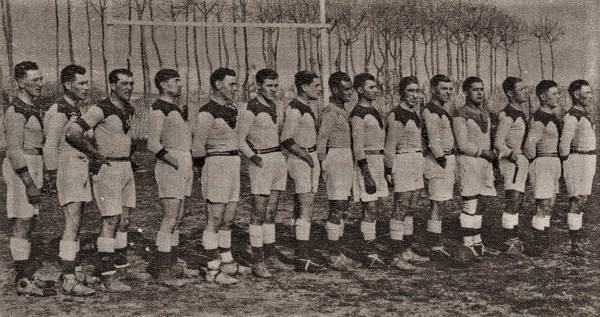
Equip de la Santboiana el 1929.

Així nasqué la Unió Esportiva Santboiana, amb un objectiu fonamental que queda clarament palès a la seva acta fundacional, del juliol de 1921: "la pràctica i difusió de l'esport amateur, especialment el rugbi".
Baldiri Aleu tingué un important col·laborador en la introducció del rugbi a Catalunya, Michel Reynard Buisserin, que passà la seva joventut entre Londres, París i Barcelona. Gràcies a la seva afició al rugbi, vingué a viure a Sant Boi i, es convertí en soci fundador, jugador i capità de la Santboiana. Membre de la Resistència Francesa durant la Segona Guerra Mundial (1939-1945). Fou deportat pels nazis al camp de Buchenwald, on morí l'any 1944.

### Economia
En l'aspecte administratiu i d'organització del nou club, hi intervingué activament Antoni Garrigosa com a secretari i comptable. Els socis pagaven una quota mensual d'una pesseta, i els jugadors en pagaven dues, ja que feien una mena de guardiola per si prenien mal en els partits.
Des de l'any 1931 s'organitzà un ball de màscares per recaptar fons amb la mateixa finalitat. Aquell primer any s'obtingueren 280 pessetes. (Nota: El "Carnaval del rugbi" encara se celebra avui en dia el primer dissabte... de la quaresma! !).

### Primeres competicions
Amb la formació d'altres equips de rugbi a Catalunya, moltes com a seccions esportives de clubs que ja existien —com és el cas el Club Natació Athlètic de Barcelona i del Futbol Club Barcelona— s'iniciaren les primeres competicions de rugbi a Catalunya. La primera fou la Copa de la Real Sociedad de Carreras de Caballos, disputada i guanyada per la Santboiana a l'antic hipòdrom de Barcelona —situat a l'actual i degradat barri de Can Tunis— l'any 1922, en un torneig de tots contra tots. També era habitual que, quan arribaven equips anglesos o francesos al port de Barcelona, s'atansessin a Sant Boi per jugar a rugbi contra la santboiana.

### La constitució de les Federacions
El setembre de 1922 foren aprovats els estatuts de la Federació Catalana de Rugbi pel Govern Civil de Barcelona, amb Baldiri Aleu com a president, i tot seguit s'inicià el campionat de Catalunya. L'any següent es creà la Federació Espanyola i les competicions a escala estatal.
En aquesta primera època el primer equip de l'entitat va guanyar dos cops la Copa d'Espanya, en les temporades 1930-31 i 1932-33, i el campionat de Catalunya, els anys 1923, 1931, 1933, 1934 i 1935.

### El primer camp
Per poder jugar a rugbi era necessari un camp de joc pla i que no fos massa dur, per tal d'evitar fer-se mal. Es va condicionar un extens canyar com a camp, situat a l'altra banda del riu, i arrendat pel mateix Baldiri Aleu. Va ser conegut com el Camp del Riu. Fou ajudat a aplanar per tots els socis de l'entitat, encara que un arbre restà al mig del camp presidint uns quants partits des del dia de la inauguració oficial, el 6 d'octubre de l'any 1921. Com a vestidors hi havia una barraca de canyes amb un dipòsit d'aigua i una bomba de mà.
Per accedir a aquest camp, cada dia de partit, calia instal·lar-hi una passarel·la de taulons per travessar el riu i accedir-hi. D'aquesta tasca s'encarregaven els mateixos jugadors, que abans havien de travessar el riu pel pont del Carrilet, on podien coincidir amb un tren.

### La guerra i la postguerra
Durant la Guerra Civil, com que els homes de Vilaboi —nom que rebé Sant Boi durant el conflicte— hagueren d'anar al front, l'entitat sobrevisqué gràcies a tres dones: Maria Comas, Maria Ventura i Isabel Martí, que s'encarregaren de guardar-ne els arxius i de preparar les butlletes dels socis per al cobrador.
Finalitzat el conflicte bèl·lic, es buscaren uns nous terrenys on poder jugar. Van ser els que actualment ocupa l'actual Parc Mòbil de l'Exèrcit. Allà s'hi construí un camp de rugbi, el segon, on es jugà fins a l'any 1948, quan l'Exèrcit el reclamà.
El camp definitiu
Després de llargues negociacions amb els militars, l'entitat aconseguí una permuta de terrenys similar en superfície a la del segon camp, i així s'obtingueren en propietat els terrenys actuals, que en aquell moment tenien un considerable desnivell. De nou jugadors, socis i simpatitzants es van posar mans a l'eina per tal de condicionar els terrenys.
En aquest nou i definitiu emplaçament s'aniria construint el parc esportiu de l'entitat, amb el camp de rugbi com a part fonamental, envoltat per una pista d'atletisme de 400 metres de corda, amb una zona de salts i llançaments.
Amb posterioritat arribaren (anys 50 en endavant) les piscines, les pistes de tennis i sobretot el poliesportiu.

### Dècades del 1940, 1950 i 1960
Després de la Guerra Civil el club s'anà recuperant progressivament, tot continuant amb la pràctica esportiva del rugbi. Es guanyaren diversos trofeus, com ara la Copa de Catalunya, els anys 1943, 1944, 1945, 1956 i 1959; la Copa d'Espanya (llavors anomenada del Generalísimo), les temporades 1942-43, 1947-48, 1948-49, 1955-56, i la Copa Pirineus, les temporades 1960-61 i 1961-62, competició extinta disputada entre els equips campió i subcampió de Catalunya (Sud) i equips de prestigi de la Catalunya del Nord.

### Finals del segle XX
Els anys de la dècada de 1970 van passar sense massa pena ni glòria, tal com en general va passar en general amb el rugbi català, que va perdre l'hegemonia en favor dels equips de Madrid.
La dècada de 1980, en canvi, va començar a recollir la feina feta a l'escola de rugbi en forma de títols de lliga espanyola, els primers que guanyava el club en tota la seva història. Cal dir que contades i concretes —però valuoses— aportacions de jugadors internacionals no professionals van ajudar a fer aquest salt. Però sobretot va destacar una figura local, que ha estat probablement el millor jugador català de tots els temps: l'Albert Malo, que es formà al club i jugà 18 temporades en les diferents categories.
Els èxits van continuar en la segona meitat de la dècada de 1990. Es proclamà campió de lliga els anys 2005 i 2006 consecutivament i el 2022 guanyà novament el títol estatal 16 anys després.

## Seccions i altres esports en la història del club

### Atletisme
A la dècada de 1920, i sense existir una secció com a tal, diversos esportistes santboians practicaren l'atletisme, com els germans Joan i Vicenç Bisbal i Climent. Ambdós, però, acabarien dedicant-se plenament a jugar a rugbi. Avui en dia existeix el "Trofeu Germans Bisbal de l'Escola de Rugbi", anomenat així en record seu.
Més tard, Joan Bisbal, atleta de pista de mig fons, s'entrenava a l'Estadi de Montjuïc a Barcelona. Competia en nom de la Santboiana en l'especialitat de decatló, de la qual fou subcampió de Catalunya l'any 1934. Durant més de dues dècades seria el president de la secció d'atletisme de la UES.
També s'inicià en el món esportiu amb la pràctica de l'atletisme, dins la UES, n'Isidre Oller i Bisbal, que posteriorment ho faria amb l'Espanyol. Com molts dels seus predecessors, també es decantaria finalment per la pràctica del rugbi, com així ho van continuar fent, en la més pura tradició santboiana, els seus fills i nets.
A finals dels anys cinquanta, després del parèntesi forçat de la Guerra, es restituí una secció d'atletisme. Entre les competicions en què participaren els seus components, estigué la prova per relleus de Barcelona a Sitges, en què també hi prengueren part els equips de l'Espanyol, el Barça i el Club Natació Barcelona, entre d'altres. Constantino Miranda, el millor esportista espanyol de l'any 1948, nascut a Sant Boi i primer atleta finalista espanyol en un Jocs Olímpics (Londres, 1948), reforçà l'equip santboià, que el primer any de la prova de relleus (inicis dels anys cinquanta) aconseguí el tercer lloc.
Posteriorment, el mateix Miranda seria entrenador de la secció, i aconseguí que en destaqués l'equip femení, que va guanyar diverses competicions. Actualment, l'estadi d'atletisme de Sant Boi porta el seu nom com a reconeixement a la tasca que va realitzar per l'atletisme Santboià.
La secció d'atletisme l'any 1987 es va fusionar amb la secció d'atletisme del Grup Esportiu Parellada de Sant Boi.

### Pesca
L'any 1957, a partir de l'exigència de permisos per pescar, un grup d'amics aficionats a la pesca amb canya decidiren agrupar-se i crearen l'embrió de la futura Societat de Pescadors Esportius La Santboiana, que s'inicià com una secció més de la UES, actuant-hi sota el seu paraigües durant quatre anys. Finalment, s'independitzà i es constituí com a entitat pròpia l'any 1963.

### Diversos
Al poliesportiu construït a finals dels 50 es van practicar durant anys el bàsquet (masculí i femení), l'handbol i l'hoquei sobre patins, totes com a seccions esportives federades.

## Desenvolupant l'entitat cap al futur[calcitació]
A banda del vessant estrictament esportiu del club, la Santboiana es proposa desenvolupar la part social i satisfer la necessitat de la ciutat de Sant Boi d'instal·lacions esportives. Per tot plegat, l'entitat ha estrenat (maig de 2005) un complex esportiu de 27.000 metres quadrats i amb capacitat per a 3.000 socis, situat al centre de la ciutat, just al costat del Parc de la Muntanyeta. Les instal·lacions inclouen: dues piscines climatitzades, zona spa, solàrium, pista poliesportiva exterior, cinc pistes de tennis, frontó, amplis espais de sales polivalents i espais de fitness i de tractament cardiovascular. El pla arriba gràcies als esforços en conjunt de l'Ajuntament de la ciutat i de la Santboiana. Costà 1,8 milions d'euros.

## Palmarès
- Copa de Catalunya: 1923, 1931, 1933, 1934, 1935, 1943, 1944, 1945, 1956, 1959,...,1995, 1996, 1997, 1998, 1999, 2000 i 2005.
- Copa d'Espanya: 1931, 1933, 1943, 1948, 1958, 1959, 1960, 1961, 1962, 1989, 2000, 2017.
- Copa Pirineus: 1960-61 i 1961-62.
- Lliga Espanyola: 1983-84, 1986-87, 1988-89, 1995-96, 1996-97, 2004-05, 2005-06 i 2021-22.
- Copa Ibèrica: 1987, 1989, 2005, 2006.